# ELOVL6
ELOVL6 (англ. ELOVL fatty acid elongase 6) – білок, який кодується однойменним геном, розташованим у людей на 4-й хромосомі. Довжина поліпептидного ланцюга білка становить 265 амінокислот, а молекулярна маса — 31 376.
| 10         |  | 20         |  | 30         |  | 40         |  | 50         |
| ---------- |  | ---------- |  | ---------- |  | ---------- |  | ---------- |
| MNMSVLTLQE |  | YEFEKQFNEN |  | EAIQWMQENW |  | KKSFLFSALY |  | AAFIFGGRHL |
| MNKRAKFELR |  | KPLVLWSLTL |  | AVFSIFGALR |  | TGAYMVYILM |  | TKGLKQSVCD |
| QGFYNGPVSK |  | FWAYAFVLSK |  | APELGDTIFI |  | ILRKQKLIFL |  | HWYHHITVLL |
| YSWYSYKDMV |  | AGGGWFMTMN |  | YGVHAVMYSY |  | YALRAAGFRV |  | SRKFAMFITL |
| SQITQMLMGC |  | VVNYLVFCWM |  | QHDQCHSHFQ |  | NIFWSSLMYL |  | SYLVLFCHFF |
| FEAYIGKMRK |  | TTKAE      |  |            |  |            |  |            |

A: Аланін

C: Цистеїн

D: Аспарагінова кислота

E: Глутамінова кислота

F: Фенілаланін

G: Гліцин

H: Гістидин

I: Ізолейцин

K: Лізин

L: Лейцин

M: Метіонін

N: Аспарагін

P: Пролін

Q: Глутамін

R: Аргінін

S: Серин

T: Треонін

V: Валін

W: Триптофан

Кодований геном білок за функцією належить до трансфераз. 
Задіяний у таких біологічних процесах, як метаболізм жирних кислот, метаболізм ліпідів, біосинтез жирних кислот, біосинтез ліпідів. 
Локалізований у мембрані, ендоплазматичному ретикулумі.